# Ulla Ekh
Ulla Ekh, född 3 mars 1946 i Överstbyn i dåvarande Råneå församling i Norrbottens län, och fortfarande verksam där, är en svensk författare.
Hennes mest kända verk, novellen Potatishandlaren, som finns i samlingen Ingrid Bergmans fötter, har filmatiserats i regi av Lars Molin.

## Priser och utmärkelser
- 1979 – ABF:s litteratur- & konststipendium
- 1986 – Landsbygdens författarstipendium
- 2003 – Norrbottens läns landstings heders- och förtjänststipendium
- 2004 – Hedenvind-plaketten